# Eumannia oxygonaria
Eumannia oxygonaria is een vlinder uit de familie van de spanners (Geometridae). De wetenschappelijke naam van de soort is voor het eerst geldig gepubliceerd in 1899 door Rudolf Püngeler.